# Грубрих-Симитис, Ильза
Ильзе Грубрих-Симитис (22 февраля 1936 — 8 августа 2024) — немецкий психоаналитик. Она занималась частной практикой и занимала должность тренинг-аналитика во Франкфуртском психоаналитическом институте.

## Академические исследования Фрейда
Грубрих-Симитис на протяжении нескольких десятилетий работала академическим исследователем писем Зигмунда Фрейда, по результатам её исследований было опубликовано несколько книг, что способствовало более высокой оценке письменных работ Фрейда. С 1960-х годов она работала в немецком издательстве S. Fischer Verlag над десятитомным сборником работ и писем Фрейда, сначала в качестве издательского редактора, а впоследствии неся полную ответственность за проект. Она также являлась соредактором Ежегодника Психоанализа.

## Награды и почести
- Премия Зигмунда Фрейда за научную прозу (1998)
- Премия Мэри С. Сигурни (1998)

## Личная жизнь
С 3 августа 1963 года Ильзе Грубрих-Симитис была замужем за юристом и экспертом по защите данных Спиросом Симитисом. Умерла 8 августа 2024 года в возрасте 88 лет, ненадолго пережив своего мужа, умершего18 марта 2023 года в Кёнигштайн (Таунус) также в возрасте 88 лет.

## Работы
- Sigmund Freud: Werkausgabe in zwei Bänden. Band 1: Elemente der Psychoanalyse. Band 2: Anwendungen der Psychoanalyse. Hrsg. und komm. von Anna Freud und Ilse Grubrich-Simitis. Fischer Verlag, Frankfurt am Main 2006,ISBN 3-596-17216-0.
- Michelangelos Moses und Freuds «Wagstück». Eine Collage. Fischer Verlag, Frankfurt am Main 2004,ISBN 3-10-074400-4.
- Hundert Jahre «Traumdeutung» von Sigmund Freud. Gemeinsam mit Mark Solms und Jean Starobinski . Fischer-Taschenbuch, Frankfurt am Main 2000.
- Urbuch der Psychoanalyse : hundert Jahre Studien über Hysterie von Josef Breuer und Sigmund Freud. Fischer Verlag, Frankfurt am Main 1995,,ISBN 3-10-007903-5.